# Елведин Джинич
Елведи́н Джи́нич (словен. Elvedin Džinič; нар. 25 серпня 1985, Завидовичі, СФРЮ) — словенський футболіст, захисник клубу «Марібор» і збірної Словенії.

## Клубна кар'єра
Елведин Джинич — вихованець клубу «Марібор», в основному складі дебютував у 2005. За 5 років виступів за «Марібор» Джинич, що починав як резервний захисник, виріс у постійного гравця основного складу, завоювавши з «Марібором» перше місце, Кубок та Суперкубок чемпіонату Словенії.

## Кар'єра в збірній
В збірній Словенії Елведин Джинич дебютував в 2009 році. У наступному році головний тренер збірної Матяж Кек включив захисника в число футболістів, викликаних у збірну на чемпіонат світу

## Титули і досягнення
- Чемпіон Словенії (1):

«Марибор»: 2008-09
- Володар Кубка Словенії (1):

«Марибор»: 2009-10
- Володар Суперкубка Словенії (1):

«Марибор»: 2009
- Володар Кубка Інтертото: 2006